# Izraeli férfi kézilabda-válogatott
Az izraeli férfi kézilabda-válogatott Izrael nemzeti csapata, melyet az Izraeli Kézilabda-szövetség (héberüll: איגוד הכדוריד הישראלי) irányít.
A 2002-es svédországi Európa-bajnokságon szerepelt először nemzetközi tornán és a 14. helyet szerezte meg.

## Eredmények nemzetközi tornákon

### Európa-bajnokság
- 2002: 14. hely